# Joanna Wilińska
Joanna Wilińska (ur. 1917, zm. 11 kwietnia 2000 w Warszawie) – polska dziennikarka, scenarzystka i satyryk. 
Pisała dla tygodnika „Szpilki” i dla Polskiego Radia i Telewizji. Za scenariusze do Bajek dla dorosłych otrzymała w 1977 nagrodę „Złoty Ekran”. Napisała też scenariusze do filmów Irena do domu! (1955) i To jest twój nowy syn (1967).